# Dippels Tieröl
Dippels Tieröl oder Ätherisches Tieröl (Oleum animale aethereum, Oleum animale Dippelli) ist ein nach seinem Hersteller Johann Konrad Dippel (1673–1734) benanntes, anfangs farbloses Ätherisches Öl, das sich dann gelblich oder braun färbt.
Die Herstellung erfolgte seinerzeit durch mehrmalige Destillation aus dem Stinkenden Tieröl (Oleum animale foetidum crudum, Rohes Tieröl), einem stark riechenden Tieröl mit alkalisch reagierenden, stickstoffhaltigen Verbindungen.
Dippels Öl erlangte Berühmtheit durch die Behauptung Dippels in seiner Dissertation, damit ein Elixir vitae, eine Universalmedizin, gefunden zu haben. Man setzte es bei Typhus und Epilepsie ein und verwendete es zu Einreibungen. Mit drei Teilen Terpentinöl bildet es das Oleum contra Taeniam Chaberti, ein altes Bandwurmmittel. Allerdings erhob schon Diderot in der Encyclopédie Zweifel an der Wirksamkeit bei Epilepsie.
Dippels Tieröl war laut Georg Ernst Stahl von entscheidender Bedeutung bei der Entdeckung des Pigments Berliner Blau durch Johann Jacob Diesbach.
Bei den ersten Photographien von Joseph Nicéphore Niépce 1827 bestand die lichtempfindliche Schicht aus Judäa-Asphalt, der in Dippels Öl gelöst und dann auf eine Zinnplatte aufgetragen wurde.